# Billy Cobham

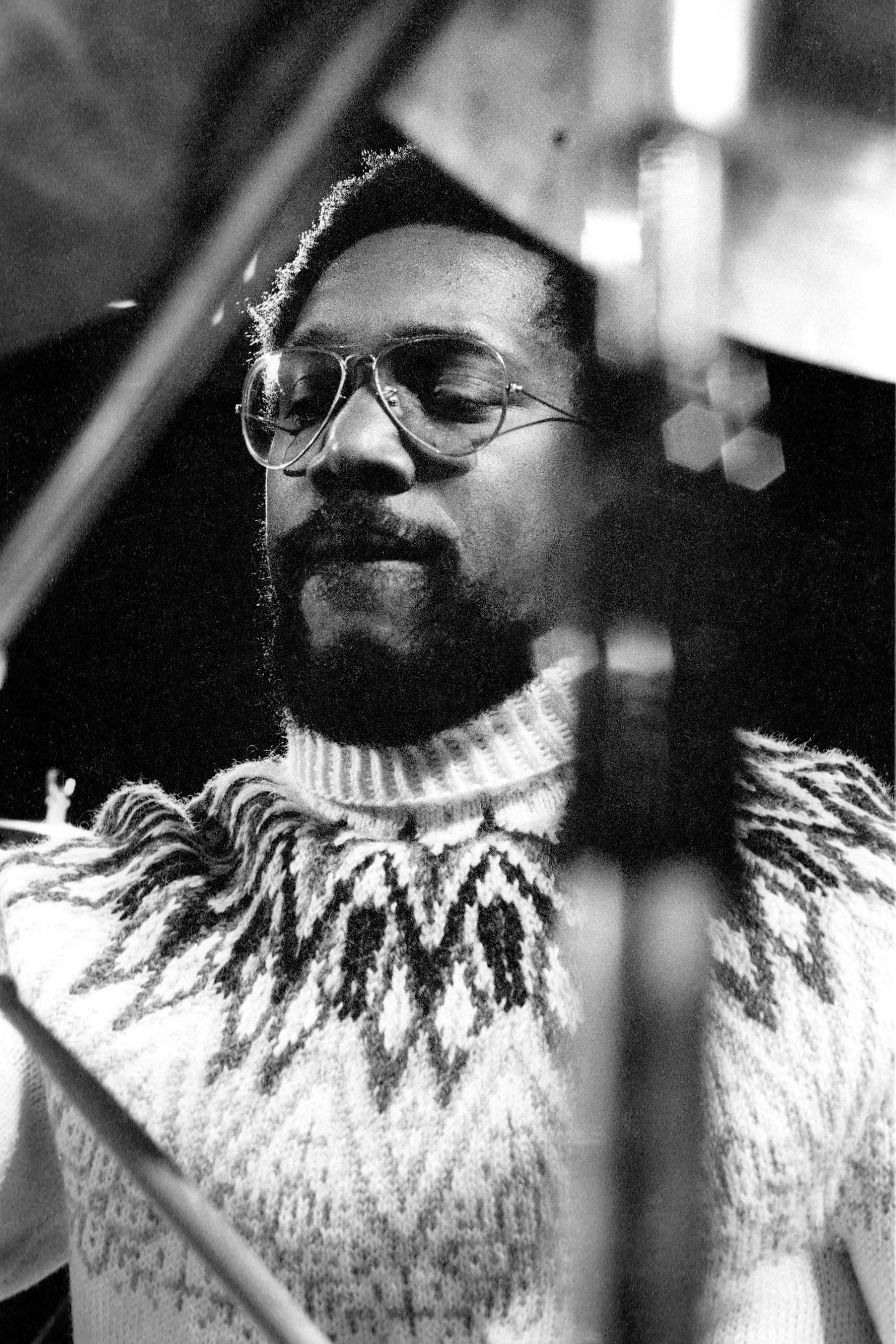
Billy Cobham w 1973

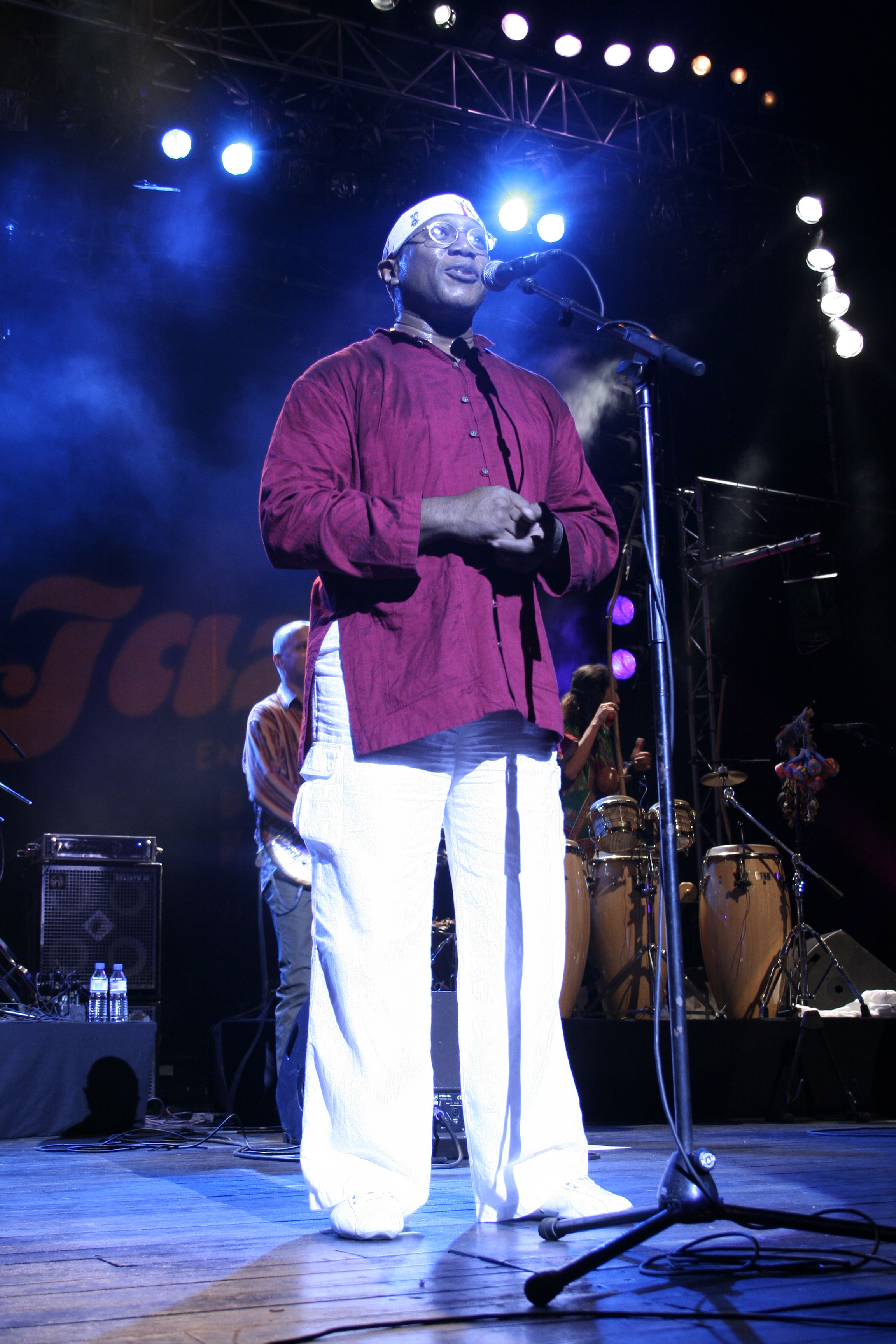
Billy Cobham podczas występu na wyspie Reunion w październiku 2006

Billy Cobham, właśc. William C. Cobham (ur. 16 maja 1944 w Panamie) – amerykański perkusista jazzowy, kompozytor i lider zespołu. Zdobył rozgłos na przełomie lat 60. i 70., gdy nawiązał współpracę z trębaczem jazzowym Milesem Davisem, a zwłaszcza z występów w The Mahavishnu Orchestra. Wywarł wpływ na wielu muzyków młodszej generacji.
Według Steve'a Hueya, recenzenta AllMusic, Billy Cobham jest ogólnie uznawany za największego perkusistę rocka i jazzu wszech czasów:  
"Wybuchowa technika Billy'ego Cobhama, powszechnie uznawanego za największego perkusistę fusion,  napędzała niektóre z najważniejszych nagrań tego gatunku - w tym przełomowe dokonania Milesa Davisa i The Mahavishnu Orchestra - zanim Cobham sam stał się znakomitym liderem zespołu Spectrum. W swoim najlepszym wydaniu Cobham wykorzystał swoją niesamowitą zręczność w piorunujących, wysokooktanowych hybrydach złożoności jazzu i agresji rock & rolla." 
Billy Cobham został wprowadzony do Galerii Sław Nowoczesnej Perkusji w 1987 roku (Modern Drummer Hall of Fame) i Galerii Sław Klasycznej Perkusji w 2013 roku (Classic Drummer Hall of Fame). Wpływ Cobhama sięga daleko poza jazz: współcześni twórcy muzyki progresywnej, tacy jak Bill Bruford z King Crimson, uważnie słuchali tego, co zamierzał. Młodsi perkusiści, tacy jak Danny Carey, nauczyli się od niego warsztatu wykonawczego i techniki, a Prince grał na koncertach wersję „Stratus” Cobhama. Być może nie ma większego fana Cobhama niż Phil Collins, który grając jeszcze w Genesis określił płytę The Inner Mounting Flame Mahavishnu Orchestra jako mającą kluczowy wpływ na jego styl. „Billy Cobham grał na tej płycie na jednej z najlepszych perkusji, jakie kiedykolwiek słyszałem” - powiedział Phil Collins.

## Życiorys
Urodził się wprawdzie w Panamie, ale już we wczesnym dzieciństwie jego rodzina przeniosła się do Nowego Jorku. Tam Billy Cobham rozpoczął naukę w High School of Music and Art, którą ukończył w 1962.
Następnie grał w zespole wojskowym armii USA (1965 do 1968). Po rozwiązaniu zespołu współpracował z takimi muzykami jak: Horace Silver, saksofonista Stanley Turrentine, organistka Shirley Scott czy gitarzysta George Benson.
Początek lat 70. to zainteresowanie się Billy Cobhama muzyką fusion i współpraca z takimi muzykami jak: zespół Brecker Brothers, gitarzysta John Abercrombie i z Milesem Davisem. Wziął m.in. udział w nagraniu płyt Davisa: Bitches Brew, Live-Evil, A Tribute to Jack Johnson, Big Fun, Get Up with It. 
Billy Cobham zrewolucjonizował sposób gry na perkusji i hi-hacie.
Następnie artysta nawiązał współpracę z gitarzystą Johnem McLaughlinem (album My Goal's Beyond) po czym, w 1971, założył razem z nim zespół The Mahavishnu Orchestra, który miał się stać jednym z symboli muzyki fusion. Z tym legendarnym zespołem Billy Cobham nagrał dwie pierwsze płyty studyjne The Inner Mounting Flame i Birds of Fire, album live Between Nothingness & Eternity, oraz album studyjny z 1973 roku The Lost Trident Sessions, wydany w 1999 roku.
W maju 1973, ciągle jako członek The Mahavishnu Orchestra, Cobham nagrał swój pierwszy album solowy, zatytułowany Spectrum, uznany po latach za jeden z najlepszych albumów epoki w kategorii fusion; w nagraniu albumu wzięli udział m.in. Jan Hammer z The Mahavishnu Orchestra oraz gitarzysta Tommy Bolin, który kilka lat później został członkiem zespołu Deep Purple. Tuż przed ostatnim tournée The Mahavishnu Orchestra, pod koniec 1973, Cobham wziął udział w nagraniu wspólnej płyty Carlosa Santany i Johna McLaughlina, zatytułowanej Love Devotion Surrender; wziął też udział w tournée promującym płytę.
W 1980 współpracował z Jackiem Bruce w zespole Jack Bruce & Friends a w 1994 wziął udział w przedsięwzięciu Stanley Clarke, Larry Carlton, Billy Cobham, Najee and Deron Johnson LIVE AT THE GREEK w Greek Theatre w Los Angeles.
Początek XXI wieku przyniósł szereg albumów sygnowanych nazwiskiem Billy Cobhama, m.in. w 2006 Drum 'N' Voice 2 – powrót do źródeł muzyki fusion z lat 70. ub. stulecia, z udziałem takich muzyków jak m.in.: Jan Hammer, Buddy Miles, John Patitucci, Jeff Berlin, Dominic Miller, Mike Lindup, Airto Moreira czy Brian Auger.

## Dyskografia

### Albumy solowe
- 1973 - Spectrum
- 1974 - Crosswinds
- 1974 - Total Eclipse
- 1974 - Shabazz
- 1975 - A Funky Thide Of Sings
- 1976 - Life & Times
- 1976 - The Billy Cobham-George Duke Band: "Live" On Tour In Europe
- 1977 - Magic
- 1978 - Alivemutherforya
- 1978 - Inner Conflicts
- 1978 - Simplicity of Expression: Depth of Thought
- 1979 - B.C.
- 1980 - Live: Flight Time
- 1981 - Stratus
- 1982 - Observations & Reflections
- 1982 - Observatory
- 1982 - Smokin’
- 1985 - Warning
- 1985 - Consortium
- 1986 - Power Play
- 1987 - Best Of
- 1987 - Picture This
- 1989 - Incoming
- 1990 - No Filters
- 1991 - By Design
- 1993 - The Traveler
- 1996 - Nordic
- 1996 - Paradox
- 1998 - Paradox, The First Second
- 1998 - Mississippi Nights Live
- 1999 - Focused
- 1999 - Ensemble New Hope Street
- 1999 - Nordic: Off Color
- 2001 - North By NorthWest
- 2002 - Drum and Voice
- 2002 - Art Of Three
- 2002 - Many Years B.C.
- 2003 - The Art Of Five
- 2006 - Drum'n'voice 2

### Albumy nagrane z innymi muzykami (wybór)

#### z Milesem Davisem
- 1970 - Bitches Brew
- 1970 - Live-Evil
- 1970 - A Tribute to Jack Johnson
- 1972 - On the Corner
- 1974 - Get Up With It
- 1979 - Circle in the Round
- 1980 - Directions

#### z Mahavishnu Orchestra
- 1971 - The Inner Mounting Flame
- 1973 - Birds of Fire
- 1973 - Between Nothingness and Eternity
- 1973 - The Best of Mahavishnu Orchestra (kompilacja nagrań wydana w 1980 r.)
- 1973 - The Trident Sessions (nagranie opublikowane w 1999 r.)
- 1973 - Unreleased Tracks from Between Nothingness & Eternity (nagranie opublikowane w 2011 r.)
- 1984 - Mahavishnu

#### z Johnem McLaughlinem
- 1971 - My Goals Beyond
- 1978 - Electric Guitarist

#### z duetem Santana/McLaughlin
- 1973 - Love Devotion Surrender

#### zGilem Evansem
- 1980 - Live at the Public Theater

#### zPeterem Gabrielem
- 1989 - Passion: Music for The Last Temptation of Christ